# Линия М2 (Варшава)
Линия М2 — вторая линия Варшавского метрополитена. Линия соединяет западную часть города с восточной, пересекая русло реки Вислы. На схемах обозначается красным цветом.
Подготовительные работы, проектирование и строительство линии вместе с закупкой подвижного состава были профинансированы Европейским союзом из средств Фонда сплочения в рамках Операционной программы инфраструктуры и окружающей среды.

## История
24 ноября 2005 года городской совет Варшавы принял стратегию развития города, в которой предусматривалось поэтапное строительство второй линии Варшавского метрополитена, причём в первую очередь планировалось открыть её центральный участок (II C) от кольцевой развязки Дашиньского до Виленского вокзала, а затем продлить в северо-восточном (II A), юго-восточном (II B) и западном (II D) направлениях. Позже от проекта продления линии М2 в юго-восточном направлении с организацией вилочного движения на станции «Стадион Народовы» было решено отказаться в пользу планов строительства полноценной линии М3 Варшавского метрополитена.
16 августа 2010 года считается датой начала строительства линии М2, которое продолжалось вплоть до конца 2014 года. Запуск новой линии планировался 14 декабря 2014 года, однако 2 декабря произошло задымление в технологических помещениях станции «Рондо Дашиньскего», причиной которого стало короткое замыкание. Ввод в эксплуатацию новой линии был отложен. Открытие центрального участка от станции «Рондо Дашиньскего» до станции «Двожец Виленьски» состоялось 8 марта 2015 года. В этот день все поездки для пассажиров были бесплатными.
15 сентября 2019 года введён в эксплуатацию отрезок восточного участка от станции «Двожец Виленьски» до станции «Троцка», в день запуска трёх новых станций проезд так же был бесплатным.
4 апреля 2020 года линия продлена на запад, на 3 станции, 3,4 км.
30 июня 2022 года линия продлена на запад, на 2 станции, 2,1 км.
28 сентября 2022 года линия продлена на восток, на 3 станции, 3,9 км.
В июле 2024 года началось строительство трех новых станций линии М2: Lazurowa, Chrzanów и Karolin.

## Пересадки
| № | Пересадка на линию | Со станции   | На станцию   |
| - | ------------------ | ------------ | ------------ |
| 2 | Линия М2           | Свентокшиска | Свентокшиска |

## Станции
В настоящее время на линии М2 функционируют 18 станций. Станции центрального участка (II C) выполнены в едином архитектурном стиле, отличаясь основным цветом оформления для путевых стен, потолка и других элементов внутренней отделки. Станции восточного участка (II A) построены уже по другому проекту, между собой они отличаются лишь цветом путевых стен.

Каждая станция линии М2 оборудована электронными табло с расписанием ближайших поездов, навигационными схемами и дефибрилляторами. 

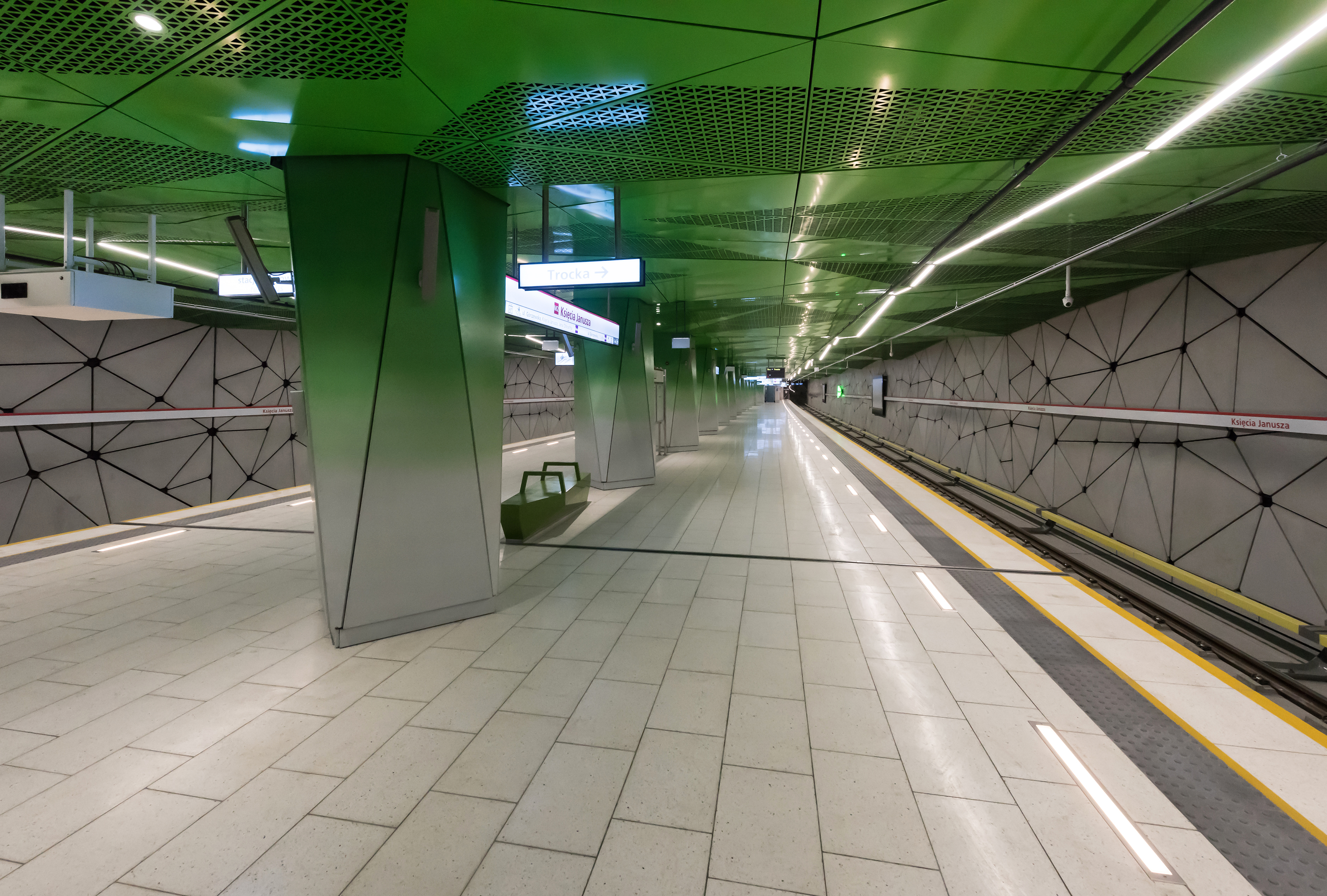
Ксенця Януша
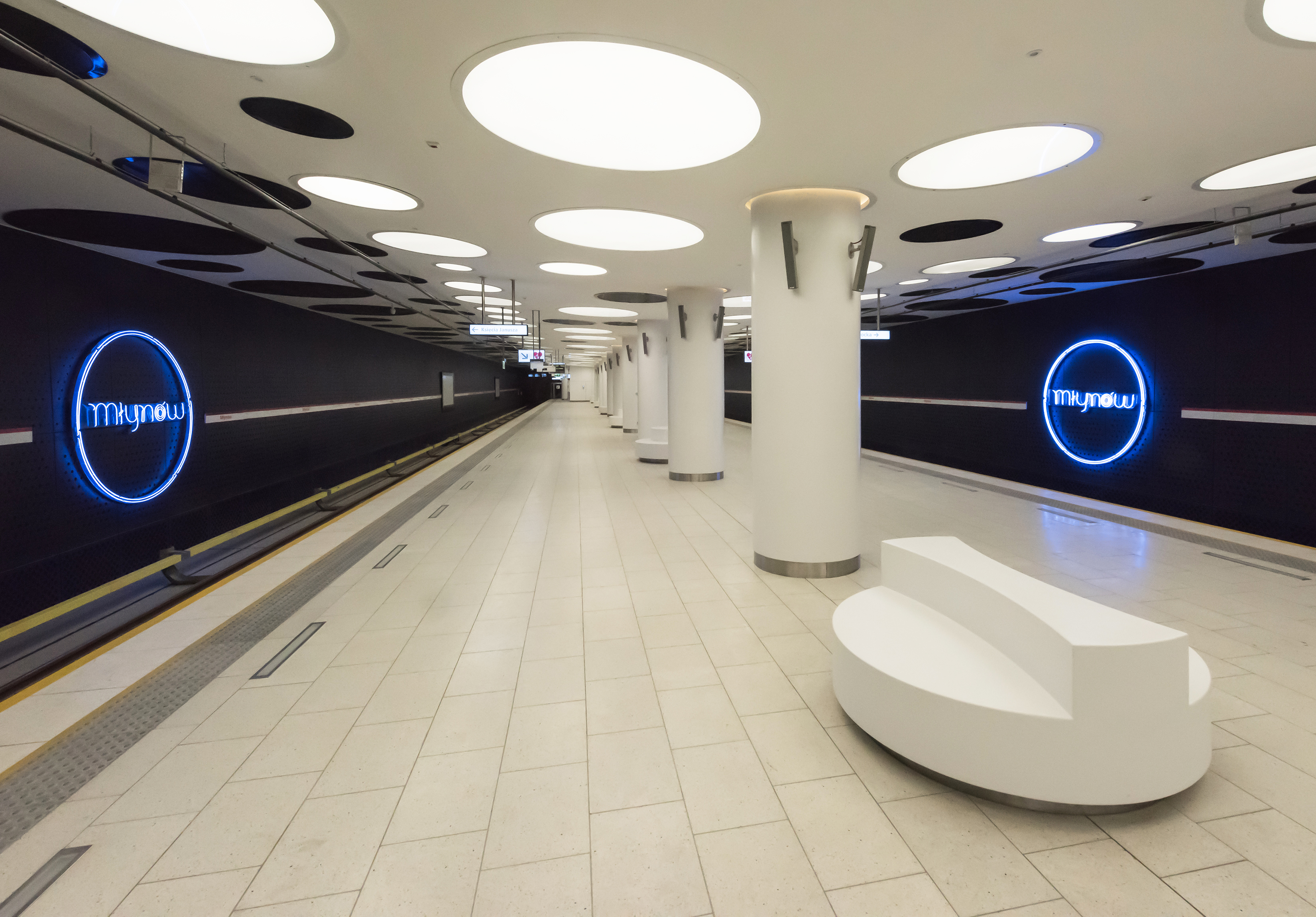
Млынув
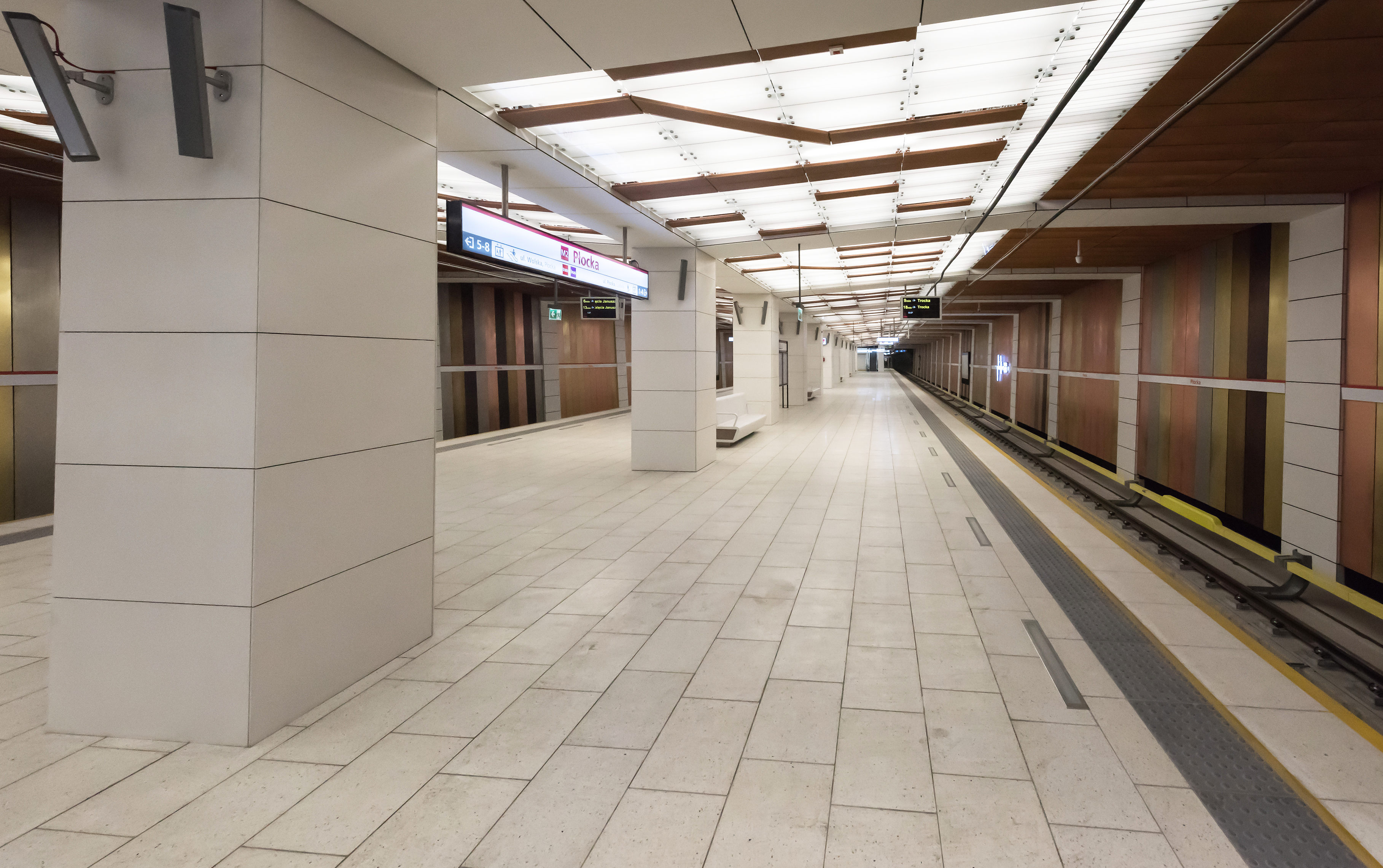
Плоцка
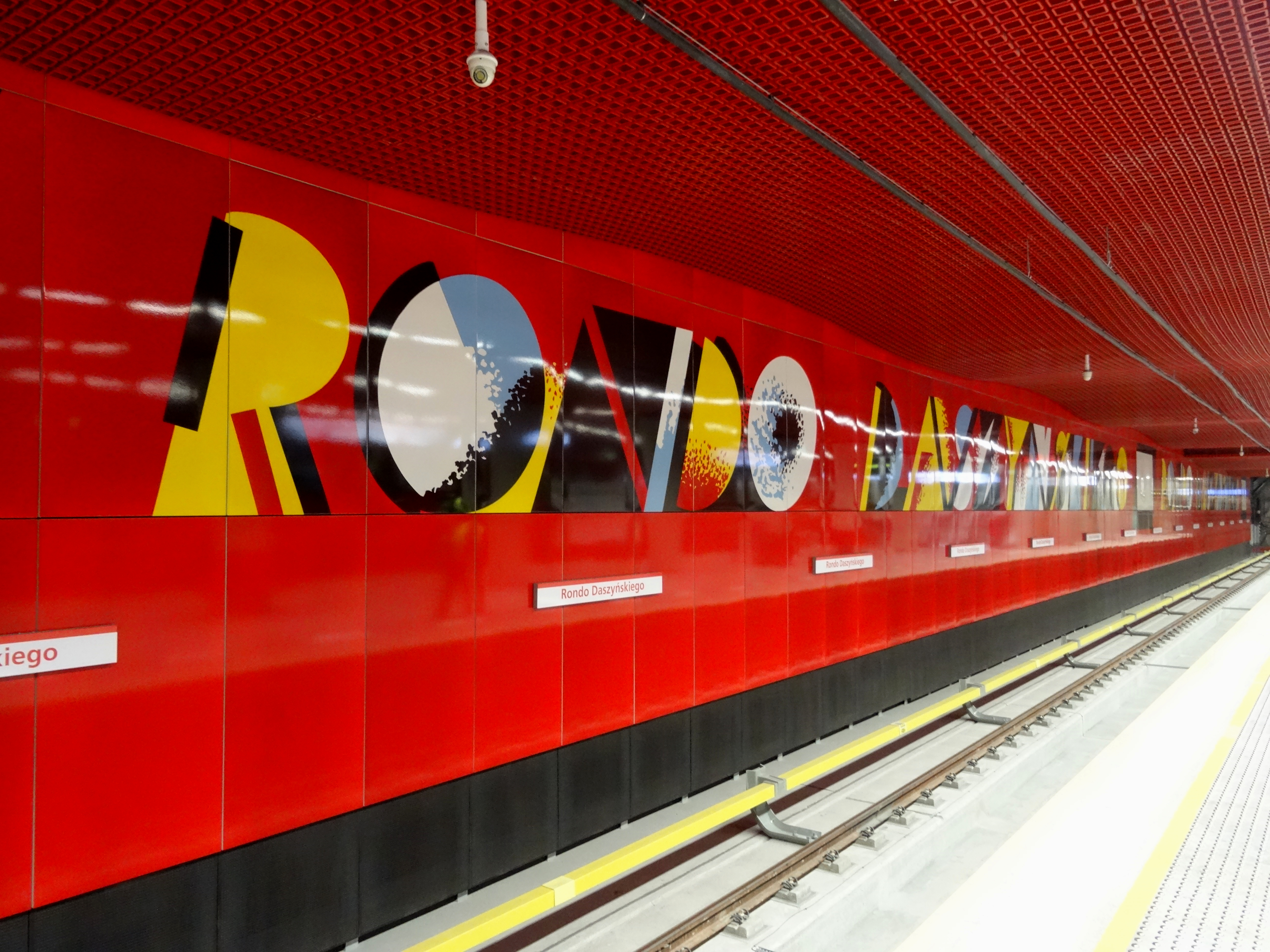
Рондо Дашиньскего
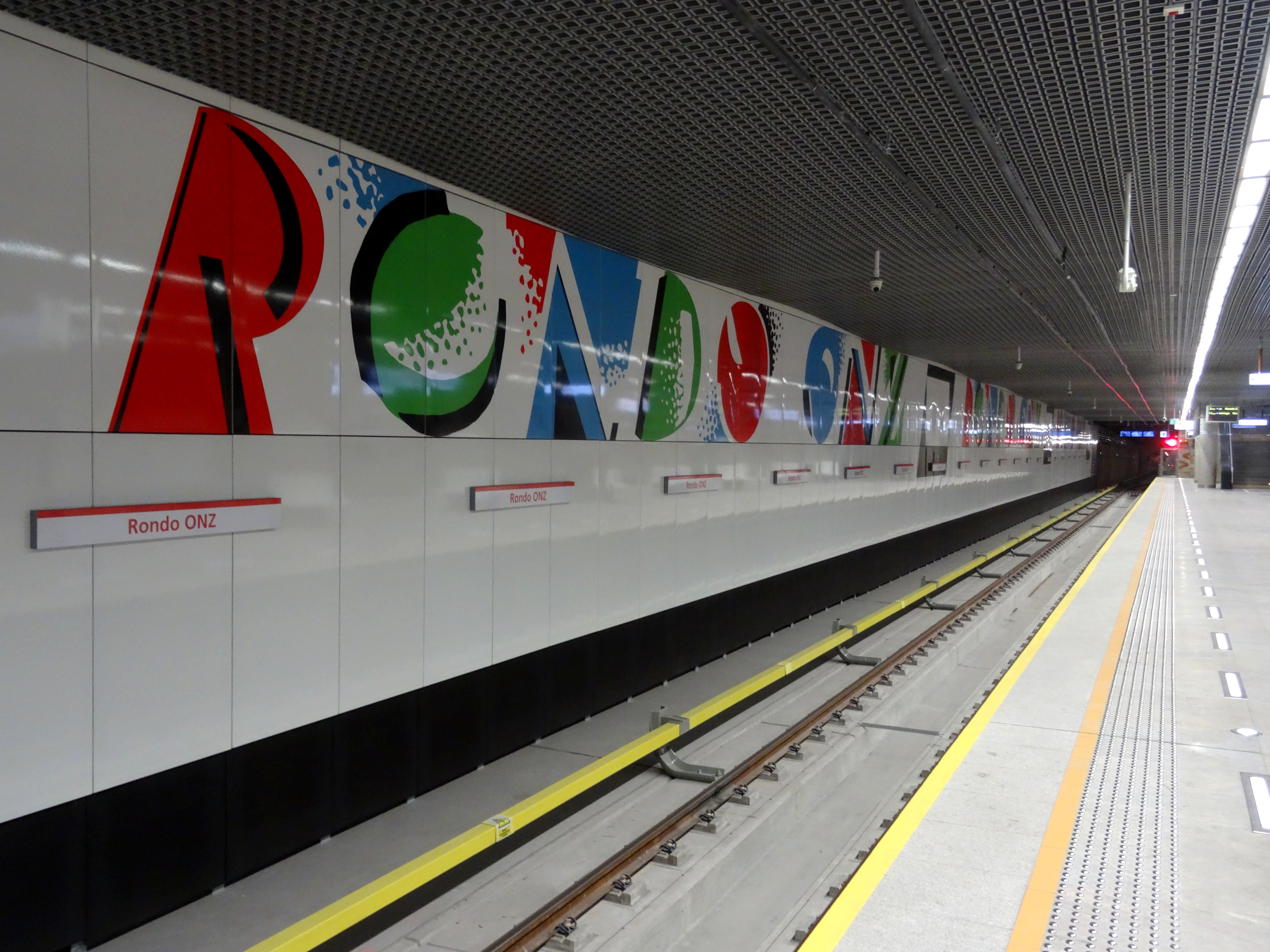
Рондо ОНЗ
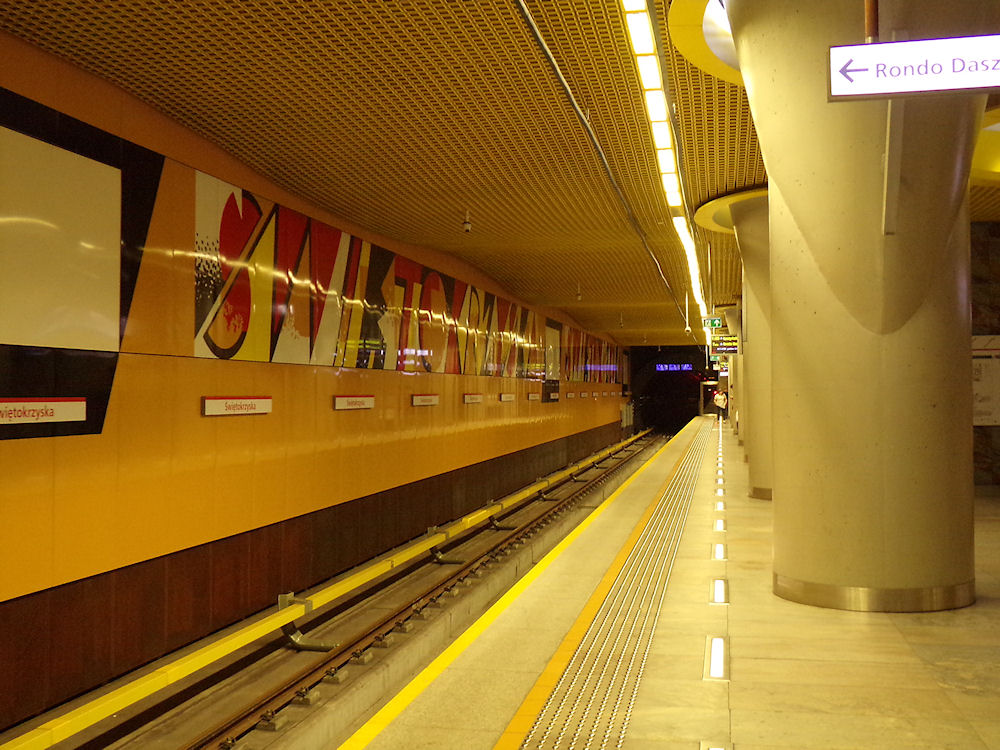
Щвентокшыска
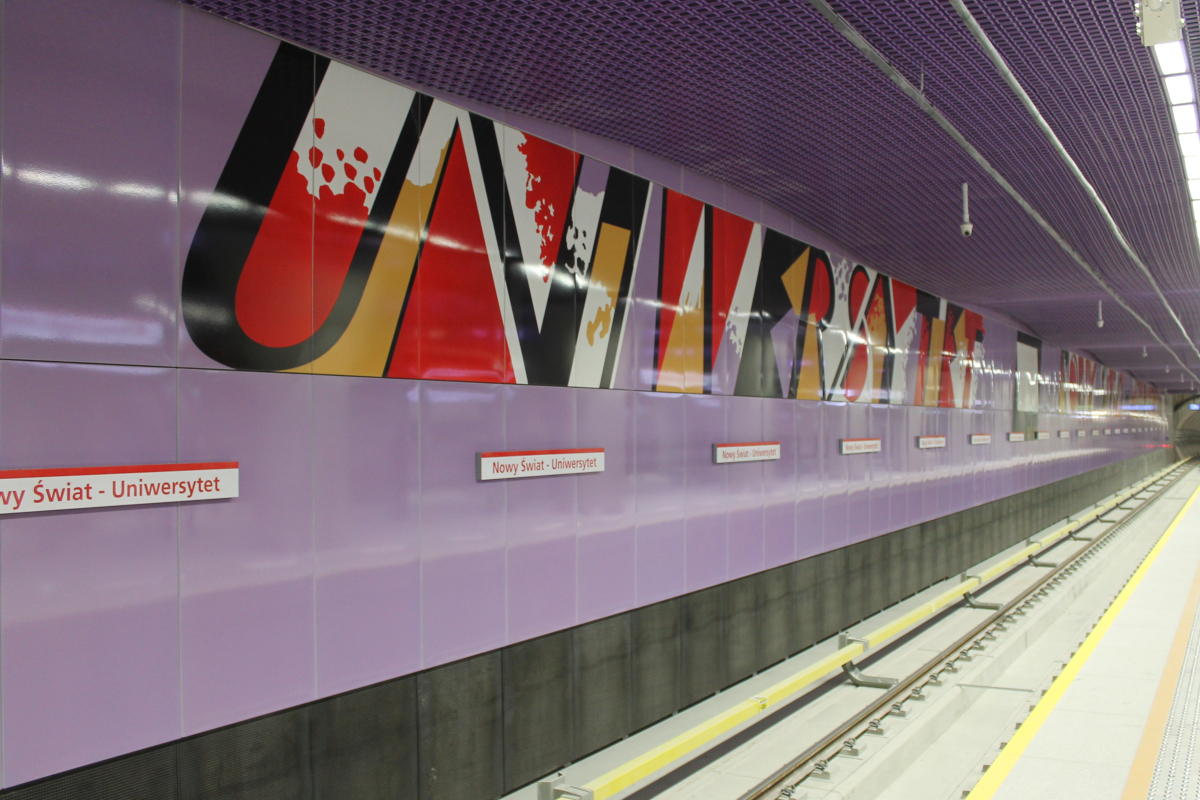
Новы Щвят — Универсытет
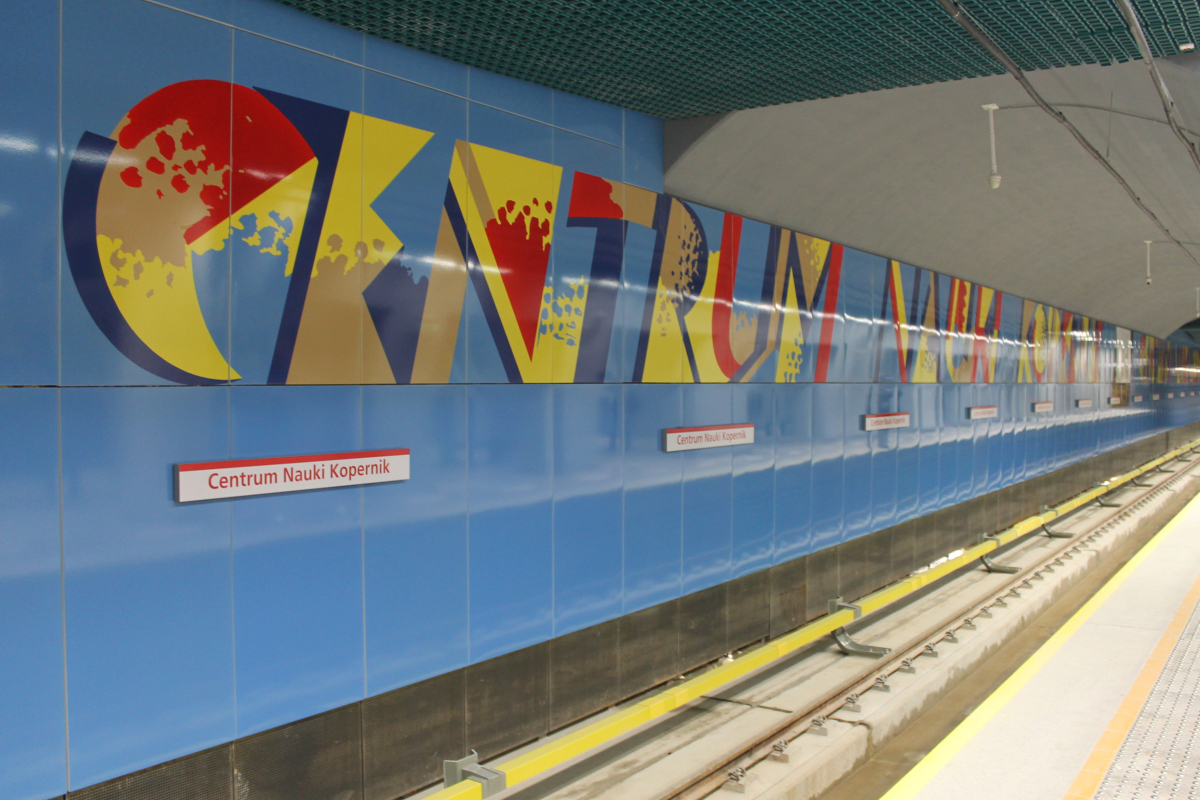
Центрум Науки Коперник
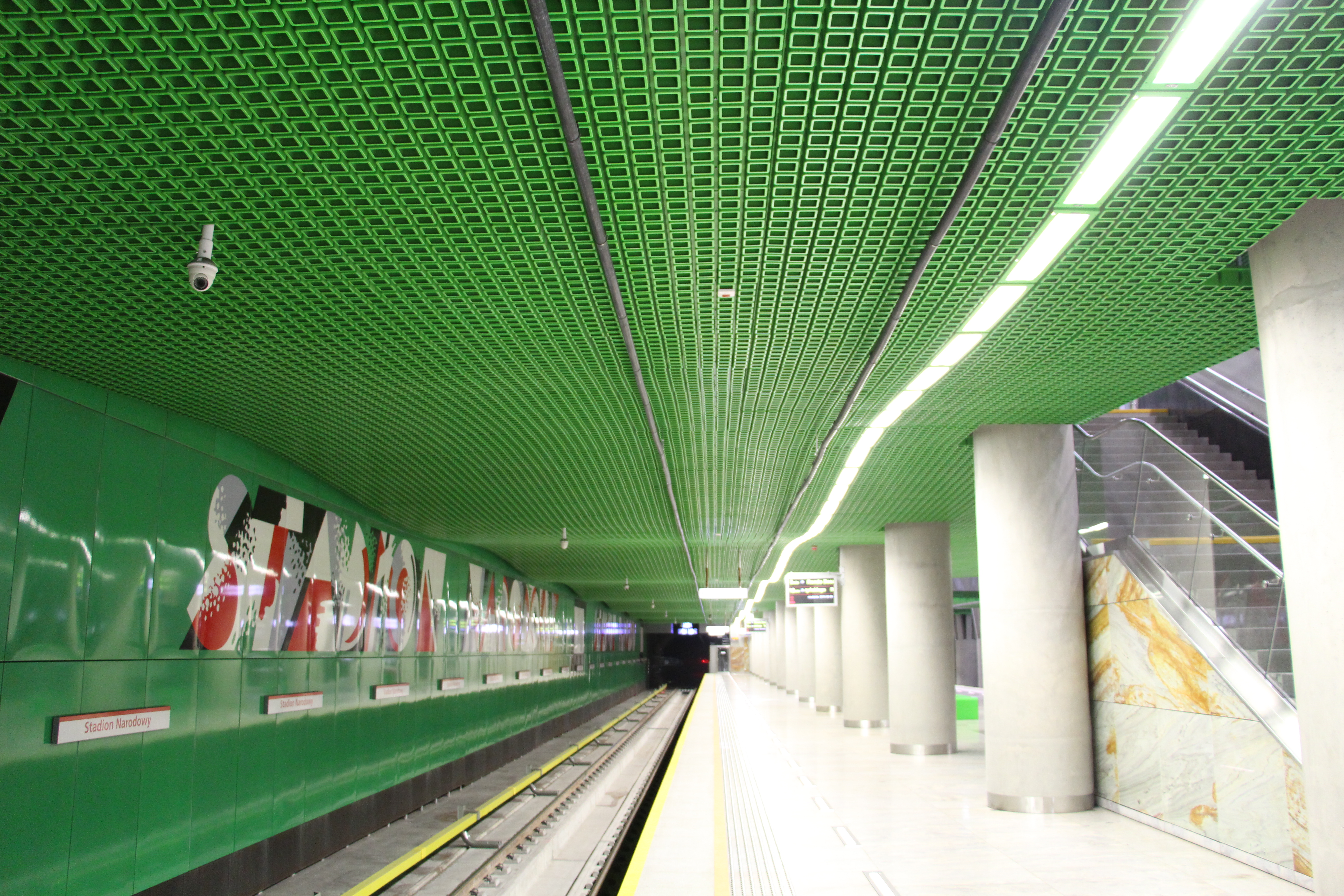
Стадион Народовы
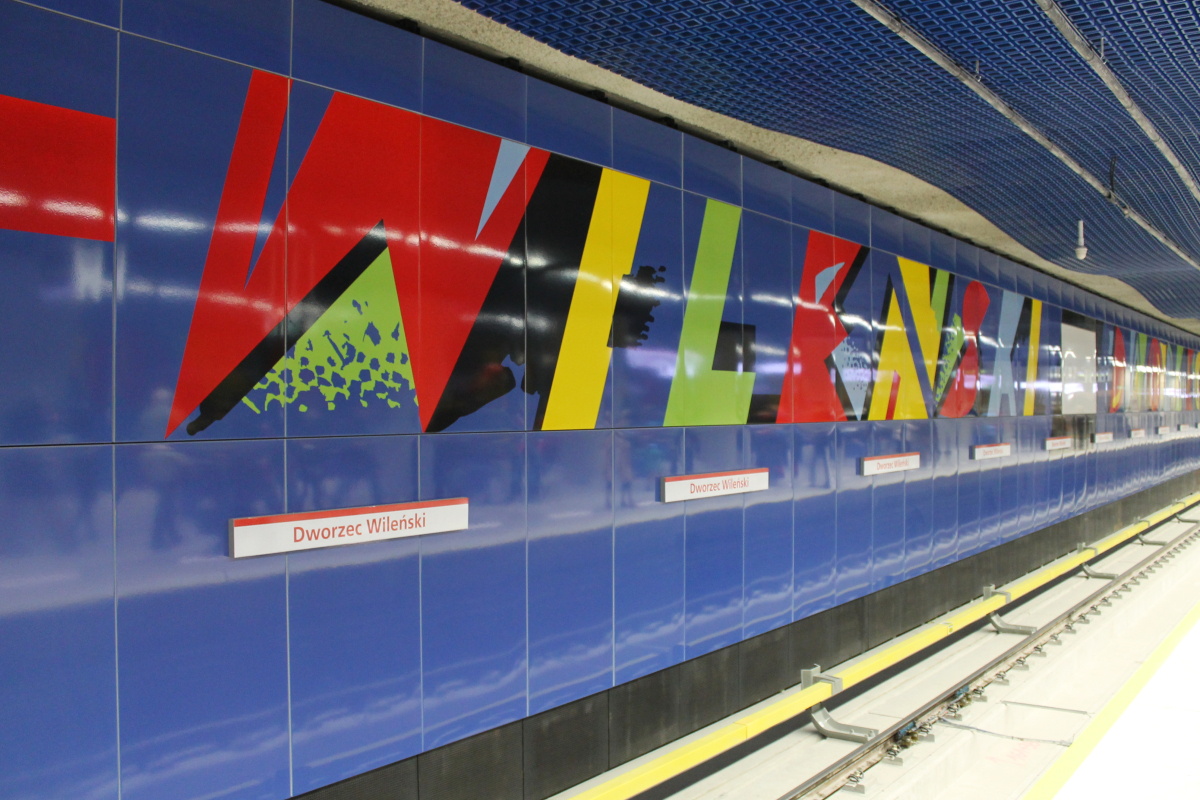
Двожец Виленьски
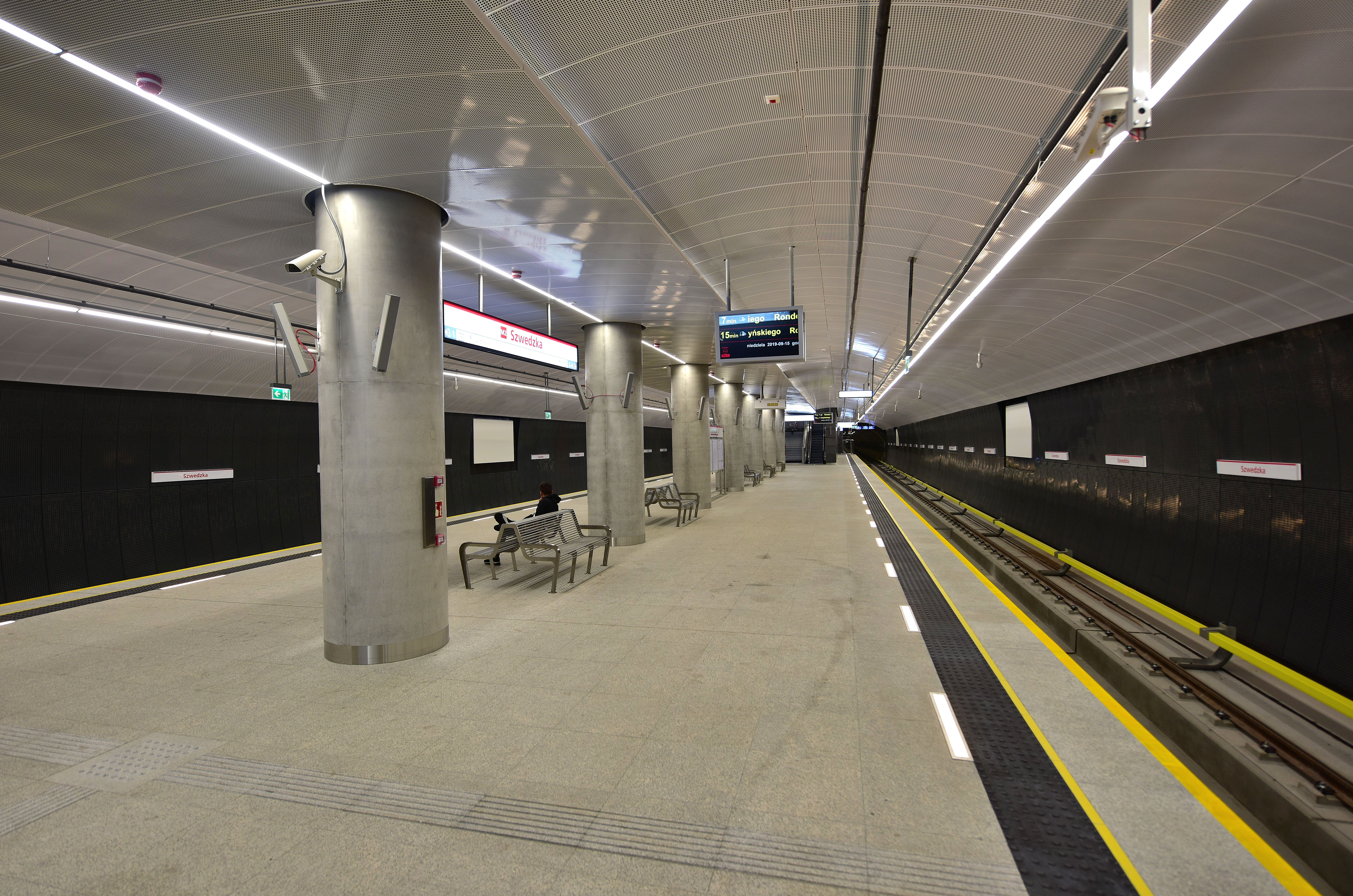
Шведска
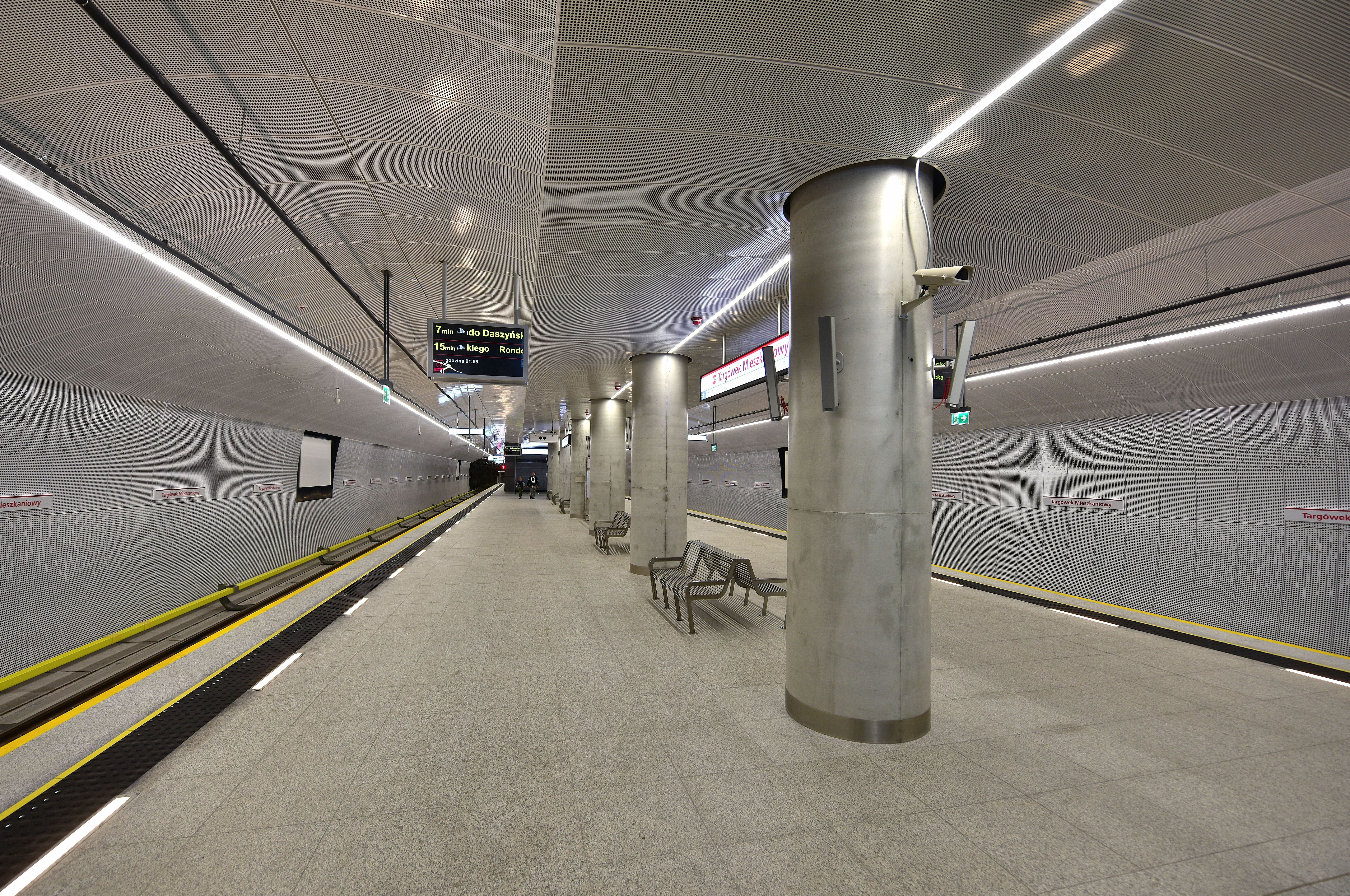
Таргувек Мешканёвы
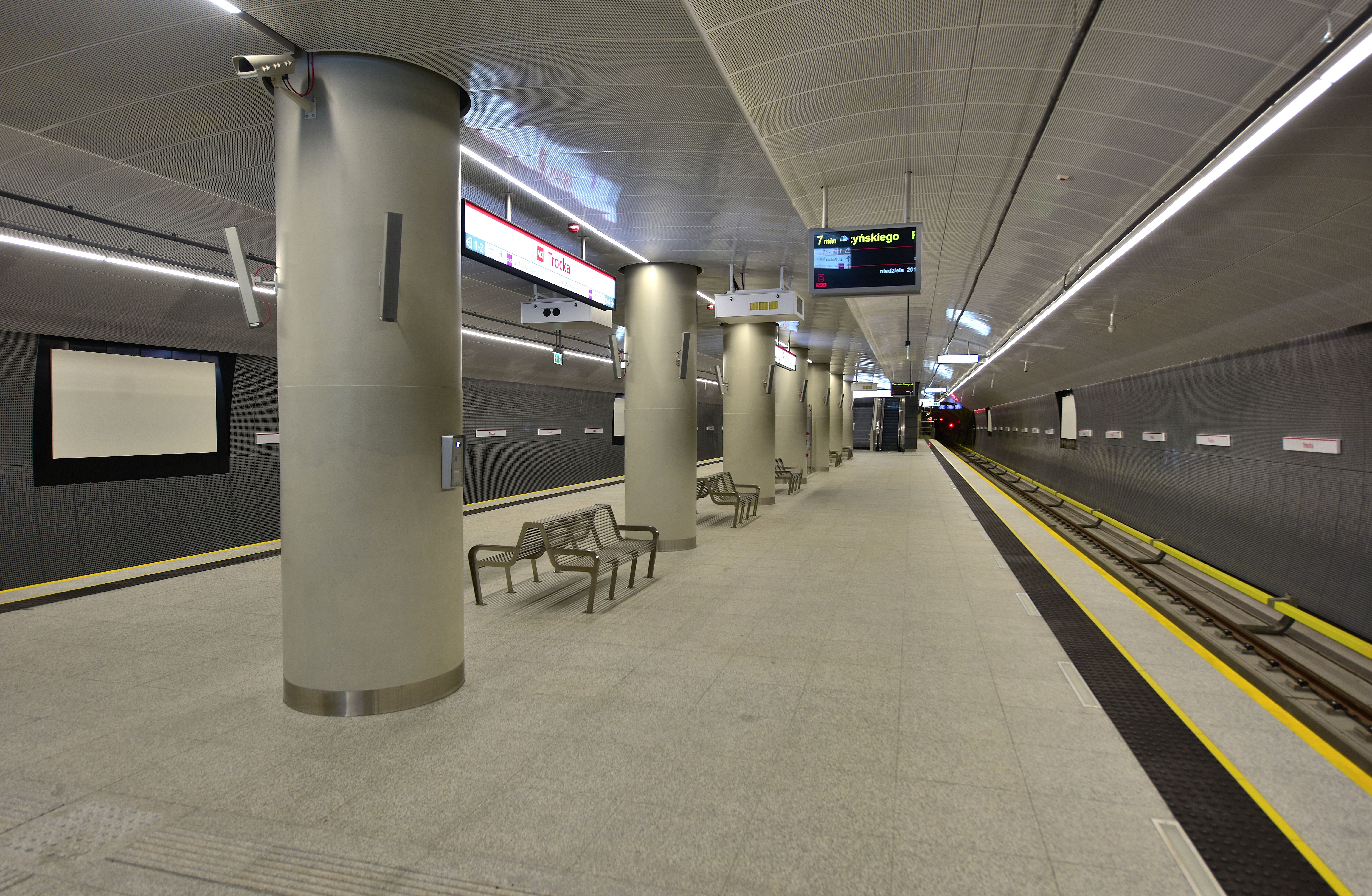
Троцка

## Подвижной состав

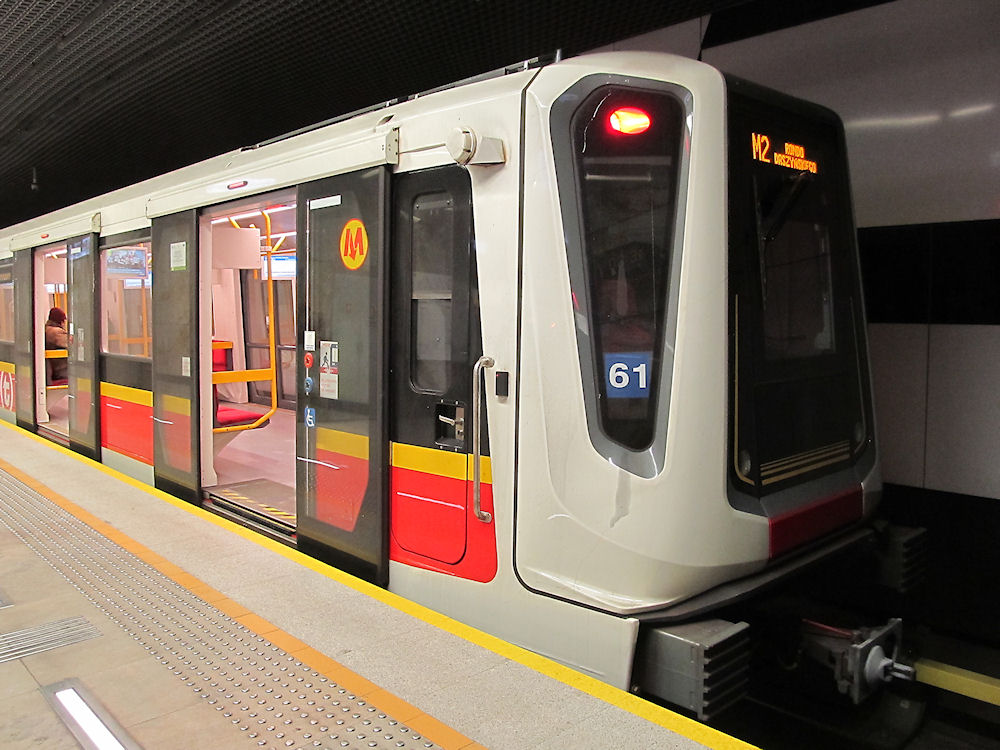
Siemens Inspiro на линии М2

Линию М2 обслуживают 30 шестивагонных составов Siemens Inspiro и Skoda Varsovia. Составы оформлены в стиле логотипа Варшавского метрополитена, который в свою очередь выполнен в цветах варшавского флага. Жёлто-красный мотив сохраняется и в салоне вагонов: жёлтые поручни и красные сиденья, на которых выполнены стилизованные изображения достопримечательностей Варшавы. Каждый салон оборудован мониторами, на которых отображается схема линии и путь состава по ней с указанием следующей станции.

## Перспективы развития
В настоящее время идёт строительство участков II A и II D, которые продлят линию М2 как с западной, так и восточной стороны. В 2020 году открыт участок «Рондо Дашиньскего» — «Ксенця Януша». 30 июня 2022 года открылись станции «Ульрыхув» и «Бемово», причём последняя позволит жителям района Бемово непосредственно использовать эту подземную транспортную систему. Далее, к 2025 году западный участок будет продлён вглубь района Бемово до станции «Каролин», за которой будет построено одноимённое депо, которое будет обслуживать довольно большую к тому моменту линию М2, т.к. единственное на данный момент депо «Кабаты» уже не будет справляться с возросшей нагрузкой.
Также в будущем станция «Стадион Народовы» станет вторым пересадочным узлом Варшавского метрополитена: здесь будет пересадка к поездам планируемой линии М3, которая протянется к юго-восточным районам Варшавы.